# Sjeničak Lasinjski
  Sjeničak Lasinjski  (régi magyar neve Sztenicsnyák) falu Horvátországban, Károlyváros megyében. Közigazgatásilag Lasinjához tartozik.

## Fekvése
Károlyvárostól 20 km-re délkeletre, községközpontjától 10 km-re délnyugatra fekszik.

## Története
A falu mai neve az 1105 körül épített és 1299-től említett sztenicsnyák várának nevéből származik. 1278-tól Babonics Istváné és testvéreié volt. 1314-ben István báné lett, utódaitól 1327-ben Ákos Mikcs foglalta el, ezután királyi vár. 1380-ban a király a Frangepánoknak zálogosította el, akik később meg is szerezték. 1680 körül az akkori katonai határőrvidékre eső településre vlach határőröket telepítettek. Az ő kiejtésükben a név Szjenicsákrara változott és a mai napig ez a változat maradt fenn. A falu 1783 és 1941 között a Banija területéhez tartozott, azóta a Kordun területéhez tartozik. 
A településnek 1857-ben 1042, 1910-ben 1491 lakosa volt. A trianoni békeszerződésig Zágráb vármegye Pisarovinai járásához tartozott. 1992-óta tartozik Lasinjához. 2011-ben 161-en lakták.

## Lakosság
| Lakosság változása | Lakosság változása | Lakosság változása | Lakosság változása | Lakosság változása | Lakosság változása | Lakosság változása | Lakosság változása | Lakosság változása | Lakosság változása | Lakosság változása | Lakosság változása | Lakosság változása | Lakosság változása | Lakosság változása | Lakosság változása |
| ------------------ | ------------------ | ------------------ | ------------------ | ------------------ | ------------------ | ------------------ | ------------------ | ------------------ | ------------------ | ------------------ | ------------------ | ------------------ | ------------------ | ------------------ | ------------------ |
| 1857               | 1869               | 1880               | 1890               | 1900               | 1910               | 1921               | 1931               | 1948               | 1953               | 1961               | 1971               | 1981               | 1991               | 2001               | 2011               |
| 1042               | 1124               | 1106               | 1283               | 1367               | 1491               | 1377               | 1696               | 1073               | 1266               | 1191               | 1078               | 872                | 677                | 189                | 161                |

## Nevezetességei
Határában állnak Sztenicsnyák várának romjai.

## Külső hivatkozások
- Lasinja község hivatalos oldala
- A megye turisztikai egyesületének honlapja